# モーニングジャンボ
『モーニングジャンボ』は、1971年4月5日から1972年3月31日までTBS系列局（JNN）ほかで毎週月 - 金曜に生放送されていたTBS制作の報道・情報番組・ワイドショーである。

## 概要
当時TBS社長の諏訪博は兼ねてから朝の時間帯で「これがテレビだ」という番組を開発したいという意向を示していた。この方針がテレビ本部長の山西由之（後にTBS社長）と編成局長の宇田博らによって具体化され、6時50分から10時00分までの3時間10分の放送枠を確保し『モーニングジャンボ』が立ち上げられた。山西は「娯楽だけの放送ではテレビ離れが進む」と予測し、「テレビの同時性・即時性を重視して生情報番組という最もテレビ的なジャンルを切り開きたい」「超ワイドな朝番組にして、泣いたり泣かせたりというものではなく、ニュースとインフォメーションを中心にする。しかもネット番組とローカルゾーンを作り、交互に切りかえていく。この番組を“ジス・イズ・テレビ” 実現の突彼口にしよう」と社報で述べていた。しかし、番組立ち上げにあたり番組スタッフを送り出すべき制作局も報道局も難色を示し、結果的に編成局に朝ワイド制作部を置き、局長が部長を兼務するという変則的な形でスタッフを集め、TBS系列局からの応援も仰いで何とか間に合わせた。なお、朝ワイド制作部は後に第二制作局（1979年12月にそれまで制作局と報道局にあった情報系番組の制作グループを分離独立させて発足）→社会情報局（1985年6月に第二制作局から改称、1996年5月にTBSビデオ問題により解体）に編入された。
タイトルが示す通り、月曜から金曜までの6:50 - 10:00に放送されていた3時間10分に及ぶ生放送番組で、朝の『JNNニュース』を内包していた。ネット局の大半は8:30を境に飛び降りていて、フルネットしていた局は基幹局（制作局のTBS・北海道放送・中部日本放送・朝日放送・RKB毎日放送）など少なかった。8時台は、TBSとしては1966年1月31日から1968年9月13日まで月 - 金曜 8:00 - 9:00に放送されていた『おはよう・にっぽん』（小林桂樹司会）以来のワイドショーとなっていた。
放送開始時の番宣広告に「出勤前、登校前、家事の合間にお好きなところをご覧ください」と謳い約3時間の枠の中に複数のコーナーを設置。テーマ曲はフランシス・レイが作曲を手がけ、ミュージック・フェスティヴァル・オーケストラの演奏による『にっぽんの朝』で、オープニングではこの曲をバックに全国各地の朝の様子が映された。楽曲収録は放送開始2日前というギリギリのタイミングで行われた（収録はテレビ局舎・Gスタジオを使用）という。また、番組開始後に同曲はテイチクレコードから実際にレコードとして発売されている（カップリングは『パリのめぐり逢い』）。
他局の朝ワイドショーが定着したなかでのスタートで、開始当初はなかなか上昇気運に乗らず苦戦を強いられ、結果1年で番組の体勢を見直す形となった。1972年4月から『モーニングジャンボ』をタイトルに残したまま、情報番組枠の『モーニングジャンボJNNニュースショー』とワイドショー枠の『モーニングジャンボ奥さま8時半です』に分割され、時期により放送内容や形態に違いこそあるものの、今日の『THE TIME,』と『ラヴィット!』に繋がる2つの番組枠が確立された。
前者は1975年1月6日にコーナーの1つだった「おはよう地球さん」が『モーニングジャンボおはよう地球さん』として独立したため、わずか2年9か月で終了。朝の『JNNニュース』が平日に復活することになった。後者は『モーニングジャンボおはよう地球さん』が終了した1975年10月以降も継続し、1984年5月4日まで続いた。放送期間などは後者と合わせて計上されていた。

## 司会
- 鈴木治彦（当時TBSアナウンサー）
- 玉井孝（当時朝日放送アナウンサー）
- あかはゆき
  - 玉井が司会に抜擢された背景には、前番組の『ヤング720』（月 - 土曜日の生放送による若者向けのワイドショー番組）を朝日放送が土曜日に限って制作していたことや、当時の部下だった道上洋三が同局の本社スタジオで土曜分の司会を務めていたことが挙げられる。TBSでは朝日放送所属のアナウンサーながら『ヤング720』で人気を博していた道上を当番組の司会に起用することも検討していたが、起用の条件になっていた「TBSへの出向」を本人が固辞したため、結局は玉井が出向したうえで当番組へ出演することになった。実際には道上も1974年度にTBSへ出向していて、近畿広域圏における朝日放送と毎日放送のネットチェンジ（1975年3月30日）に伴って玉井と共に出向期間を終了するまで、毎週木曜日の『奥さま8時半です』内で朝日放送の本社から放送されるコーナーを担当していた。
  - 鈴木は分割後も『JNNニュースショー』と『奥さま8時半です』、玉井は『奥さま8時半です』で司会を担当。朝日放送が毎日放送とのネットチェンジを前に、1975年3月28日（金曜日）放送分をもって両番組のネットを終了するまで、『奥さま8時半です』では2人による共同司会体制が維持されていた。鈴木は毎日放送でのネット開始（同月30日）以降も『奥さま8時半です』の司会を続けていたが、体調不良を理由に司会の降板をTBSへ申し出たことがきっかけで、同番組は1984年5月4日（金曜日）放送分をもって幕を下ろしている。

## コーナー
- にっぽんのあさ[3]
- ジャンボニュース[3]
- ローカルタイム[3]
- 謙太郎スポーツコーナー[3]
- ジャンボの味[3]
- テラスでおはよう[3]
- 話題を追って[3]
- あさのグラフ[3]

## ネット局
※系列は放送当時のもの。

### フルネット（6:50 - 10:00）
| 放送対象地域 | 放送局       | 系列                   | 備考                                                |
| ------------ | ------------ | ---------------------- | --------------------------------------------------- |
| 関東広域圏   | 東京放送     | TBS系列                | 制作局 現：TBSテレビ                                |
| 北海道       | 北海道放送   | TBS系列                |                                                     |
| 宮城県       | 東北放送     | TBS系列                |                                                     |
| 福島県       | 福島テレビ   | TBS系列 フジテレビ系列 | 1971年9月までは8:30飛び降り、同年10月からフルネット |
| 山梨県       | テレビ山梨   | TBS系列                |                                                     |
| 中京広域圏   | 中部日本放送 | TBS系列                | 現：CBCテレビ                                       |
| 近畿広域圏   | 朝日放送     | TBS系列                | 現：朝日放送テレビ                                  |
| 岡山県       | 山陽放送     | TBS系列                | 現：RSK山陽放送 当時の免許エリアは岡山県のみ        |
| 広島県       | 中国放送     | TBS系列                |                                                     |
| 高知県       | テレビ高知   | TBS系列                |                                                     |
| 福岡県       | RKB毎日放送  | TBS系列                |                                                     |

### 8:30飛び降りネット（6:50 - 8:30）
| 放送対象地域 | 放送局     | 系列                                 | 8:30から放送していた番組                                         | 備考                                                         |
| ------------ | ---------- | ------------------------------------ | ---------------------------------------------------------------- | ------------------------------------------------------------ |
| 岩手県       | 岩手放送   | TBS系列                              | 8:30 - 9:00各局別番組 9:00 - 10:30『小川宏ショー』（フジテレビ） | 現：IBC岩手放送                                              |
| 山口県       | テレビ山口 | TBS系列 フジテレビ系列 NETテレビ系列 | 8:30 - 9:00各局別番組 9:00 - 10:30『小川宏ショー』（フジテレビ） | [ 5 ]                                                        |
| 青森県       | 青森テレビ | NETテレビ系列 TBS系列                | 『モーニングショー（第1期）』（NETテレビ）                       | [ 6 ]                                                        |
| 新潟県       | 新潟放送   | TBS系列                              | 『モーニングショー（第1期）』（NETテレビ）                       |                                                              |
| 長野県       | 信越放送   | TBS系列                              | 『モーニングショー（第1期）』（NETテレビ）                       |                                                              |
| 静岡県       | 静岡放送   | TBS系列                              | 『モーニングショー（第1期）』（NETテレビ）                       |                                                              |
| 石川県       | 北陸放送   | TBS系列                              | 『モーニングショー（第1期）』（NETテレビ）                       |                                                              |
| 島根県       | 山陰放送   | TBS系列                              | 『モーニングショー（第1期）』（NETテレビ）                       | 当時の放送エリアは島根県のみ                                 |
| 愛媛県       | 南海放送   | 日本テレビ系列                       | 『モーニングショー（第1期）』（NETテレビ）                       | [ 7 ]                                                        |
| 長崎県       | 長崎放送   | TBS系列                              | 『モーニングショー（第1期）』（NETテレビ）                       |                                                              |
| 熊本県       | 熊本放送   | TBS系列                              | 『モーニングショー（第1期）』（NETテレビ）                       |                                                              |
| 大分県       | 大分放送   | TBS系列                              | 『モーニングショー（第1期）』（NETテレビ）                       |                                                              |
| 宮崎県       | 宮崎放送   | TBS系列                              | 『モーニングショー（第1期）』（NETテレビ）                       |                                                              |
| 鹿児島県     | 南日本放送 | TBS系列                              | 『モーニングショー（第1期）』（NETテレビ）                       |                                                              |
| 沖縄         | 琉球放送   | TBS系列                              | 『モーニングショー（第1期）』（NETテレビ）                       | 9:30からはアメリカ・CBSテレビの番組を放送 当時は米国の統治下 |